# Plac Łokietka w Lublinie
Plac Łokietka w Lublinie – centralne miejsce Lublina, łączące Stare Miasto z ulicami: Królewską, Krakowskim Przedmieściem i Lubartowską. Na jego obrzeżu stoi Brama Krakowska i Nowy Ratusz. Plac powstał w 1611 roku po zasypaniu fos i rozplantowaniu wałów obronnych. Na pozyskanym w ten sposób placu utworzyło się dogodne miejsce targowe, na którym handlowano głównie zbożem, stosując ówczesną miarę – korzec; plac nazywano wówczas Korce. Obecna nazwa, nawiązuje do 600-lecia nadania Lublinowi praw miejskich przez króla Władysława Łokietka w 1317 roku.

## Galeria

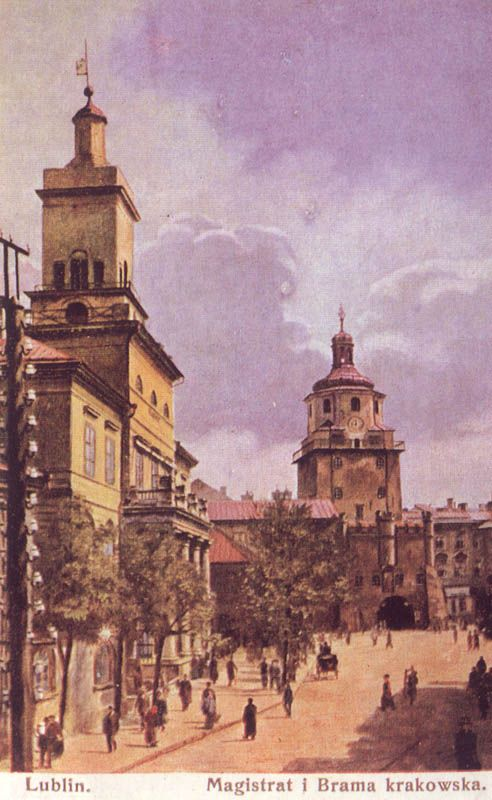
Plac Łokietka (Nowy Ratusz i Brama Krakowska) na widokówce z początku XX wieku.
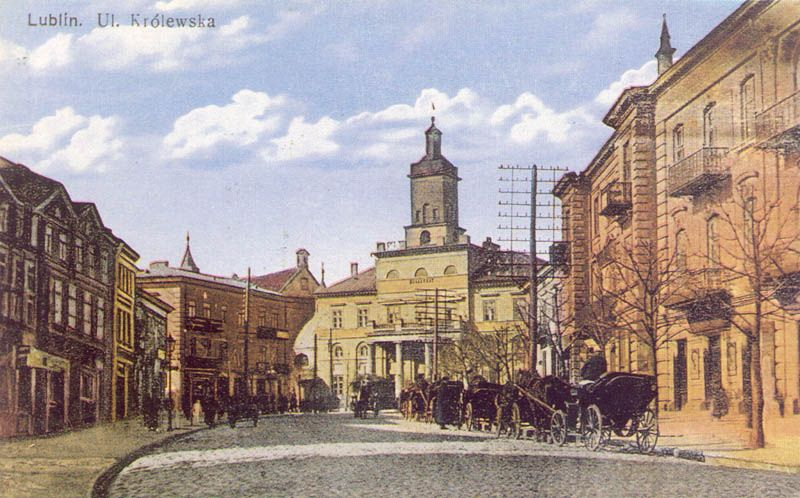
Nowy Ratusz i plac Łokietka, widok z początku XX wieku.
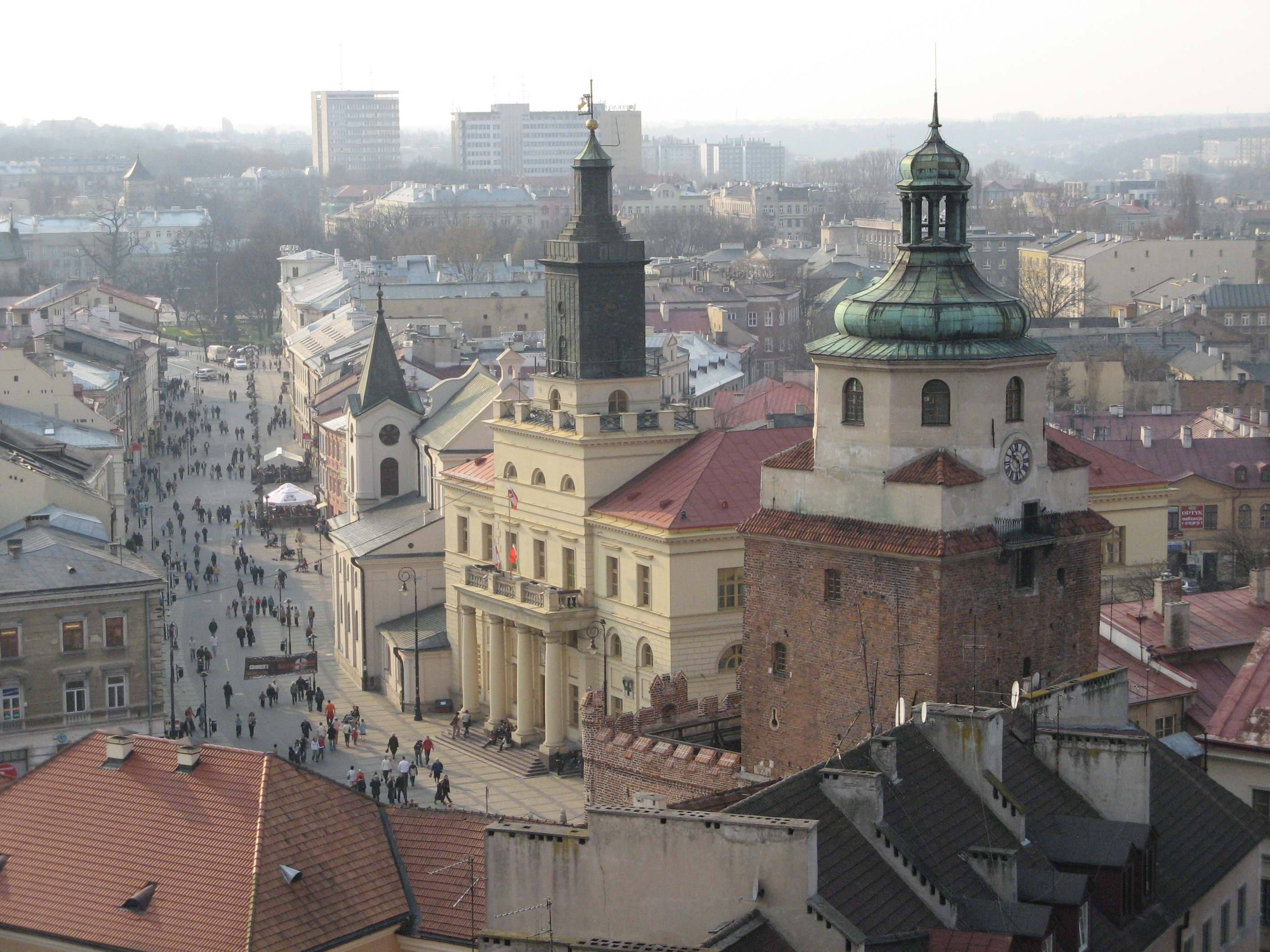
Plac Łokietka i Krakowskie Przedmieście. Widok z Bramy Trynitarskiej.